# Sliač
Sliač (en húngaro: Szliács) es una pequeña ciudad balnearia ubicada en el centro de Eslovaquia, sobre el río Hron, entre Banská Bystrica y Zvolen. La ciudad es conocida por su manantial de aguas termales curativas y por un aeropuerto que se ha usado para pópósitos civiles y militares. Sliač tiene una población de menos de cinco mil habitantes.

## Historia
La ciudad surgió a través de la fusión de dos pueblos, Hájniky y Rybáre, en 1959 y se le dio el nombre de "Sliač". Sin embargo, ambos asentamientos originales eran mucho más antiguos. La iglesia gótica en Hájniky aparece mencionada por vez primera en 1263 y hay evidencias arqueológicas de colonos eslavo que vivían en el área desde el siglo VI. Parte de la evidencia indica también que la historia del asentamiento se extiende hasta el año 2000 a. C. El aeropuerto, anteriormente conocido como Letisko Tri Duby ("El aeropuerto de los Tres Robles") debido al nombre del sitio donde se construyó, tuvo un papel estratégico durante la insurrección nacional eslovaca de 1944.

## Demografía
| Año        | 1994 | 2004    | 2014    | 2024    |
| ---------- | ---- | ------- | ------- | ------- |
| Población  | 4982 | 4853    | 5015    | 4788    |
| Diferencia |      | −2,58 % | +3,33 % | −4,52 % |

| Año        | 2023 | 2024    |
| ---------- | ---- | ------- |
| Población  | 4761 | 4788    |
| Diferencia |      | +0,56 % |